# Danh sách thiết bị Windows Phone 8.1
Đây là danh sách và so sánh phần cứng các thiết bị chạy hệ điều hành Windows Phone 8.1 của Microsoft. Danh sách bao gồm các thiết bị đã xác nhận và chính thức công bố bởi nhà sản xuất.
Tại Mobile World Congress 2014, Microsoft công bố rằng sắp tới thiết bị Windows Phone 8.1 sẽ được sản xuất bởi Gionee, HTC, Huawei, JSR, Karbonn, LG, Lenovo, Longcheer, Nokia, Samsung, XOLO, và ZTE. Sony (dưới thương hiệu Xperia hoặc Vaio) cũng đã tuyên bố ý định sản xuất thiết bị Windows Phone trong tương lai gần. Trong suốt Build 2014, Microsoft công bố bổ sung hai đối tác phần cứng - Micromax và Prestigio. Yezz công bố hai điện thoại thông minh vào tháng 5.

## Windows Phone 8.1
| Sản phẩm            | Ngày phát hành | CPU    | CPU                    | RAM (GB) | Bộ nhớ (GB) | Màn hình       | Màn hình          | Màn hình          | Camera (MP) | Camera (MP) | NFC   | MicroSD |
| Sản phẩm            | Ngày phát hành | Nhân   | Tốc độ xoay vòng (GHz) | RAM (GB) | Bộ nhớ (GB) | Kích thước (″) | Loại              | Độ phân giải (px) | Sau         | Trước       | NFC   | MicroSD |
| ------------------- | -------------- | ------ | ---------------------- | -------- | ----------- | -------------- | ----------------- | ----------------- | ----------- | ----------- | ----- | ------- |
| Nokia Lumia 630/635 | 2014-05        | Lõi-tứ | 1.2                    | 0.5      | 8           | 4,5            | IPS LCD           | 854×480           | 5           | —           | Không | Có      |
| Nokia Lumia 930     | 2014-06        | Lõi-tứ | 2.2                    | 2        | 32          | 5,0            | ClearBlack AMOLED | 1080×1920         | 20          | 1.2         | Có    | Không   |
| Yezz Billy 4.0      | 2014-05        | Lõi-tứ | 1.2                    | 1        | 8           | 4,0            | OGS               | 800×480           | 8           | 1.3         | Có    | Có      |
| Yezz Billy 4.7      | 2014-05        | Lõi-tứ | 1.2                    | 2        | 32          | 4,7            | IPS LCD           | 1.280×720         | 13.1        | 1.3         | Có    | Có      |